# Хаджи Паню
Хаджи Паню (х.Панайот, х.Панчо) е български чорбаджия, търговец и общественик от втората половина на XVIII век, шуменски бегликчия.

## Исторически извори
Основен източник на информация за него са спомените на неговия правнук Илия Димитриев за еснафството и търговията в Шумен преди Освобождението, подкрепени от краеведските записки на Георги Джумалиев. При изписването на имената в старите кондики от ХІХ в. чорбаджиите и хората, заемащи високо място в тогавашното общество, са изписвани само с първото си име. Ако има съвпадение на имената, с второ име се записва този, който е по-млад или стои по-ниско в йерархията. Във всички сведения, събирани от наследници, хаджи Паню присъства единствено с първото си име.

## Биография
Според източниците, „издигнатият от башибозуците шуменски първенец хаджи Паню“ произхожда от старите шуменски семейства. Той строи къща и е събирач на данъците от българското население и еснафи, за които е и застъпник. Завоюва си голямо влияние между османските градски управители. Според писмо на спътник в хаджилъка, Хаджи Паню и съпругата му Калица стават хаджии след 29 август 1799. Синът им Димитраки се ражда около 1790. Съхранени са свидетелства, че през 1804 г. хаджи Паню събира и съхранява черковни пари. Избран е сред шуменските общинари и е посочен за Пазител на Божигробската кутия до 1813 г. През същата година, към края на Руско-турската война, хаджи Паню е отвлечен от дома си от османските власти и убит край село Дурмушкьой. Според негови родственици, на мястото на неговото убийство и до днес има чешма.

## Допълнително четиво
- Джумалиев, Г. Училищна сметководна книга на Шуменската община от 40-те години на миналия век (1839 – 1848 г.). – В: ИИМШ. Кн. 5. Варна, 1972